# Lady of the island
Lady of the island is een lied van Crosby, Stills & Nash dat werd geschreven door Graham Nash. Ze brachten het in 1969 uit op hun debuutalbum Crosby, Stills & Nash, in Nieuw-Zeeland Renaissance fare getiteld.
Covers van het nummer verschenen bijvoorbeeld op het debuutalbum van Tony Mimms (1970) en het album Lady of the island (2013) van Andrea Brachfeld.

## Tekst en muziek
Nash schreef dit lied voor zijn toenmalige vriendin, de folkzangeres Joni Mitchell. Op het album staat nog een nummer dat opgedragen werd aan Mitchell, namelijk Guinnevere uit de koker van David Crosby. Deze combinatie leverde geen problemen op tussen beide bandleden, zo verklaarde Nash in 2009 aan het magazine Mojo. Volgens hem bestond er toen geen jaloezie onderling en werden ze ook niet boos op elkaar wanneer iemand met de vriendin van een ander ging.
Nash zingt het lied in close harmony met Stephen Stills en ze worden begeleid op een akoestische gitaar. Het heeft veel weg van de muziek die Simon & Garfunkel in die tijd maakten. Nash had het destijds willen opnemen toen hij nog bij zijn vorige band The Hollies speelde. Die wilden echter een coveralbum maken met muziek van Bob Dylan, een plan waarmee het voor Nash steeds duidelijker werd dat hij die band wilde verlaten.
Het lied gaat over een man en vrouw die bij het licht van een vuur de liefde bedrijven totdat de zon opkomt. Een folkliedje over zo'n onderwerp zou volgens een recensie in PopMatters gewoonlijk veel kans hebben gehad om te mislukken. Crosby, Stills & Nash zouden echter de juiste snaar gevonden hebben en het op een fijngevoelige en ernstige manier hebben weten neer te zetten.